# غيولا لازار
غيولا لازار (بالمجرية: Lázár Gyula)‏ (24 يناير 1911 – 27 فبراير 1983) لاعب كرة قدم مجري راحل كان يجيد اللعب في خط الوسط.
لعب طوال مسيرته الرياضية في نادي فيرينكفاروسي (1930-1943).
مثل منتخب المجر في 49 مباراة مسجلا هدف واحد (1931-1941). شارك مع منتخب المجر في بطولة كأس العالم 1934 في إيطاليا حيث خرج من الدور الربع النهائي وفي بطولة كأس العالم 1938 في فرنسا حيث احتل المركز الثاني.
تولى تدريب منتخب مصر (1958-1959) باناثينايكوس (1967-1968).

## وصلات خارجية
- غيولا لازار على موقع الاتحاد الدولي (مؤرشف)  (الإنجليزية)
- غيولا لازار على موقع قاعدة بيانات كرة القدم.إي يو (الإنجليزية)
- غيولا لازار على موقع ناشيونال فوتبول تيمز (الإنجليزية)
- غيولا لازار على موقع عالم كرة القدم.نت (الإنجليزية)

- سيرة ذاتية